# La caja
La caja is een Mexicaans-Amerikaanse film, geregisseerd door Lorenzo Vigas, met een scenario van Vigas en Paula Markovitch. 
De film ging in première op het filmfestival van Venetië op 6 september 2021.

## Verhaal
De film volgt Hatzin, een tiener uit Mexico-Stad, die naar het noorden van Mexico afreist om het stoffelijk overschot van zijn vader op te halen, dat is gevonden in een gemeenschappelijk graf. Een toevallige ontmoeting met een man die op zijn vader lijkt, vervult Hatzin met zowel twijfels als hoop over de ware verblijfplaats van zijn vader.

## Rolverdeling
| Acteur           | Personage    |
| ---------------- | ------------ |
| Hernán Mendoza   |              |
| Hatzín Navarrete | Hatzín Leyva |
| Cristina Zulueta | Norita       |

## Productie
In april 2018 werd bekendgemaakt dat de productie van de film was gestart en dat begonnen was met de opnames in Chihuahua, Mexico. De film zou worden geregisseerd door de Venezolaanse regisseur Lorenzo Vigas, naar een script dat hij samen schreef met de Argentijnse regisseur Paula Markovitch.
Vigas was in de gelegenheid om opnames maken in een echte Maquiladora, terwijl de internationale eigenaren van deze fabrieken doorgaans zelden details delen over hun productielijnen of hun werkomstandigheden.

## Release
In juli 2021 werd bekend dat de film in première zou gaan op het Filmfestival van Venetië, waar de film meedoet aan de internationale competitie om de Gouden Leeuw. Vigas' eerste film, Desde allá, ging in 2015 eveneens in première in Venetië. De film won toen de hoofdprijs van het festival.

## Ontvangst

### Prijzen en nominaties
| Jaar | Evenement              | Categorie    | Genomineerde | Resultaat   |
| ---- | ---------------------- | ------------ | ------------ | ----------- |
| 2021 | Venetië (78ste editie) | Gouden Leeuw | La caja      | Genomineerd |